# Alois Brunner
 Der er for få eller ingen kildehenvisninger i denne artikel, hvilket er et problem. Du kan hjælpe ved at angive troværdige kilder til de påstande, som fremføres i artiklen.

Alois Brunner (født 8. april 1912, død ca. 2010) var Adolf Eichmanns assistent og Eichmann nævnte Brunner som sin "bedste mand." Som chef for Drancy-interneringslejren uden for Paris fra juni 1943 til august 1944 var Alois Brunner ansvarlig for at sende 140.000 europæiske jøder til gaskamrene. Næsten 24.000 af dem blev deporteret fra Drancy-lejren.
Han blev dømt skyld i krigsforbrydelser, men blev aldrig straffet, da han ikke blev pågrebet. Brunner blev sidst indberettet som boende i Syrien, hvis regering har afvist internationale bestræbelser på at finde og pågribe ham.
1. ↑  Navnet er anført på engelsk og stammer fra Wikidata hvor navnet endnu ikke findes på dansk.